# Pecari tajacu
Il pecari dal collare (Pecari tajacu, Linnaeus 1758) è un animale che vive nel sudovest degli Stati Uniti e nell'America centrale e meridionale, occupando una vastissima varietà di habitat, dal deserto di Sonora al Chaco, passando per le foreste decidue e pluviali.
È il più piccolo delle tre specie di pecari. Viene anche chiamato porco muschiato, in riferimento all'odore caratteristico che rilascia quando è eccitato, oppure javelina, nome usato per indicare anche le altre due specie.
La lunghezza compresa del corpo e della testa oscilla tra i 75 ai 100 cm, mentre la coda composta da un numero di vertebre da sei a nove, varia da 1,5 a 5,5 cm. Il mantello è di colore grigiastro o marrone-bruno e presenta un collare di pelliccia bianca o giallastra sul petto.
Si tratta di un animale gregario (quindi che ha l'abitudine di vivere in gruppi) e diurno, che vive in comunità che vanno dai 2 ai 20 individui: di solito, però, i gruppi contano intorno ai 7 esemplari. Di notte si rifugia in tane scavate, di solito, fra le radici degli alberi.
Il loro nutrimento è dato da una grande varietà di vegetali e piccoli animali. Nel Sud-Ovest degli Stati Uniti i pecari vivono in relativa armonia con gli esseri umani, occupando le zone periferiche dei centri abitati e cibandosi nelle discariche. Normalmente gli uomini vengono ignorati, ma si sono registrati anche attacchi ad esseri umani.